# Binigurdó
Binigurdó este o arie protejată (arie specială de conservare — SAC, sit de importanță comunitară — SCI) din Spania întinsă pe o suprafață de 14,96 ha, integral pe uscat.

## Localizare
Centrul sitului Binigurdó este situat la coordonatele 40°00′14″N 4°06′39″E / 40.0039°N 4.1109°E.

## Înființare
Situl Binigurdó a fost declarat sit de importanță comunitară în iulie 2010 pentru a proteja 9 specii de animale. Situl a fost protejat și ca arie specială de conservare în martie 2015.

## Biodiversitate
Situată în ecoregiunea mediteraneană, aria protejată conține 5 habitate naturale: Iazuri temporare mediteraneene, Pajiști uscate europene, Pante stâncoase silicioase cu vegetație casmofită, Ape oligotrofe în general din solurile nisipoase vest-mediteraneene, cu un conținut foarte redus de minerale, cu Isoetes spp., Păduri de Quercus ilex și Quercus rotundifolia.
La baza desemnării sitului se află mai multe specii protejate de  păsări (9): pasărea ogorului (Burhinus oedicnemus), caprimulg (Caprimulgus europaeus), porumbel (Columba livia), ciuf-pitic (Otus scops), turturică (Streptopelia turtur), silvie cu cap negru (Sylvia atricapilla), silvie de tufiș (Sylvia undata), strigă (Tyto alba), pupăză (Upupa epops).
Pe lângă speciile protejate, pe teritoriul sitului au mai fost identificate 2 specii de plante, 1 specie de amfibieni.